# Qatars Grand Prix 2024
Qatars Grand Prix 2024, officiellt Formula 1 Qatar Airways Qatar Grand Prix 2024, var ett Formel 1-lopp som kördes den 1 december 2024 på Losail International Circuit i Lusail i Qatar. Loppet var det tjugotredje loppet ingående i Formel 1-säsongen 2024 och kördes över 57 varv.
Det var även den sjätte och sista deltävlingen som kommer att använda sig av sprintformatet.

## Ställning i mästerskapet före loppet
| Pos. | Förare            | Poäng |
| ---- | ----------------- | ----- |
| 1 ▬  | Max Verstappen*   | 403   |
| 2 ▬  | Lando Norris      | 340   |
| 3 ▬  | Charles Leclerc   | 319   |
| 4 ▬  | Oscar Piastri     | 268   |
| 5 ▬  | Carlos Sainz, Jr. | 259   |

| Pos. | Konstruktör           | Poäng |
| ---- | --------------------- | ----- |
| 1 ▬  | McLaren-Mercedes      | 608   |
| 2 ▬  | Ferrari               | 584   |
| 3 ▬  | Red Bull              | 555   |
| 4 ▬  | Mercedes              | 425   |
| 5 ▬  | Aston Martin-Mercedes | 86    |

- Notering: Endast de fem bästa placeringarna i vardera mästerskap finns med på listorna.

- Tävlande markerad i fetstil och med asterisk är världsmästare 2024.

### Kampen om konstruktörsmästerskapet
McLaren hade innan loppet möjlighet att säkra deras nionde titel i konstruktörsmästerskapet, för första gången sedan 1998. Efter detta lopp återstår endast ett lopp av säsongen 2024, samt 44 poäng. McLaren kan säkra titeln om de tar 20 poäng mer än Ferrari, och om inte Red Bull tar 9 poäng mer än de. Titeln kan dock inte avgöras redan i sprintracet.

## Sprintkvalet
Sprintkvalet kördes den 29 november 2024, klockan 20:30 lokal tid (UTC+3), och fastställde startordningen för sprintracet.
| Pos.                   | Nr. | Förare           | Konstruktör                  | Kvaltider | Kvaltider | Kvaltider | Sprint- grid |
| Pos.                   | Nr. | Förare           | Konstruktör                  | SQ1       | SQ2       | SQ3       | Sprint- grid |
| ---------------------- | --- | ---------------- | ---------------------------- | --------- | --------- | --------- | ------------ |
| 1                      | 4   | Lando Norris     | McLaren-Mercedes             | 1:21.356  | 1:21.231  | 1:21.012  | 1            |
| 2                      | 63  | George Russell   | Mercedes                     | 1:22.021  | 1:21.488  | 1:21.075  | 2            |
| 3                      | 81  | Oscar Piastri    | McLaren-Mercedes             | 1:22.218  | 1:21.548  | 1:21.171  | 3            |
| 4                      | 55  | Carlos Sainz Jr. | Ferrari                      | 1:21.838  | 1:21.809  | 1:21.281  | 4            |
| 5                      | 16  | Charles Leclerc  | Ferrari                      | 1:22.156  | 1:21.818  | 1:21.308  | 5            |
| 6                      | 1   | Max Verstappen   | Red Bull Racing-Honda RBPT   | 1:22.033  | 1:21.784  | 1:21.315  | 6            |
| 7                      | 44  | Lewis Hamilton   | Mercedes                     | 1:22.151  | 1:21.734  | 1:21.474  | 7            |
| 8                      | 10  | Pierre Gasly     | Alpine-Renault               | 1:22.586  | 1:22.352  | 1:21.978  | 8            |
| 9                      | 27  | Nico Hülkenberg  | Haas-Ferrari                 | 1:22.569  | 1:22.318  | 1:22.088  | 9            |
| 10                     | 30  | Liam Lawson      | RB-Honda RBPT                | 1:22.705  | 1:22.393  | 1:22.577  | 10           |
| 11                     | 14  | Fernando Alonso  | Aston Martin Aramco-Mercedes | 1:22.499  | 1:22.433  | N/A       | 11           |
| 12                     | 23  | Alexander Albon  | Williams-Mercedes            | 1:22.705  | 1:22.526  | N/A       | 12           |
| 13                     | 77  | Valtteri Bottas  | Kick Sauber-Ferrari          | 1:22.506  | 1:22.538  | N/A       | 13           |
| 14                     | 18  | Lance Stroll     | Aston Martin Aramco-Mercedes | 1:22.522  | 1:22.599  | N/A       | 14           |
| 15                     | 20  | Kevin Magnussen  | Haas-Ferrari                 | 1:22.560  | 1:22.738  | N/A       | 15           |
| 16                     | 11  | Sergio Pérez     | Red Bull Racing-Honda RBPT   | 1:22.718  | N/A       | N/A       | PL1          |
| 17                     | 22  | Yuki Tsunoda     | RB-Honda RBPT                | 1:22.722  | N/A       | N/A       | 16           |
| 18                     | 31  | Esteban Ocon     | Alpine-Renault               | 1:22.906  | N/A       | N/A       | 17           |
| 19                     | 24  | Zhou Guanyu      | Kick Sauber-Ferrari          | 1:22.948  | N/A       | N/A       | 18           |
| 20                     | 43  | Franco Colapinto | Williams-Mercedes            | 1:23.423  | N/A       | N/A       | PL1          |
| 107 %-gränsen:1:27.050 |     |                  |                              |           |           |           |              |
| Källor:                |     |                  |                              |           |           |           |              |

Noter
- ^1  – Sergio Pérez och Franco Colapinto kvalade på 16:e respektive 20:e plats, men fick starta sprintracet från depån, då deras bilar modifierats under parc fermé.[5]

## Sprintracet
Sprintracet kördes den 30 november 2024, klockan 17:00 lokal tid (UTC+3), över 19 varv.
| Pos.                                                           | Nr. | Förare           | Konstruktör                  | Varv | Tid/Bröt  | Placering | Poäng |
| -------------------------------------------------------------- | --- | ---------------- | ---------------------------- | ---- | --------- | --------- | ----- |
| 1                                                              | 81  | Oscar Piastri    | McLaren-Mercedes             | 19   | 27:03.010 | 3         | 8     |
| 2                                                              | 4   | Lando Norris     | McLaren-Mercedes             | 19   | +0.136    | 1         | 7     |
| 3                                                              | 63  | George Russell   | Mercedes                     | 19   | +0.410    | 2         | 6     |
| 4                                                              | 55  | Carlos Sainz Jr. | Ferrari                      | 19   | +1.326    | 4         | 5     |
| 5                                                              | 16  | Charles Leclerc  | Ferrari                      | 19   | +5.073    | 5         | 4     |
| 6                                                              | 44  | Lewis Hamilton   | Mercedes                     | 19   | +5.650    | 7         | 3     |
| 7                                                              | 27  | Nico Hülkenberg  | Haas-Ferrari                 | 19   | +8.508    | 9         | 2     |
| 8                                                              | 1   | Max Verstappen   | Red Bull Racing-Honda RBPT   | 19   | +10.368   | 6         | 1     |
| 9                                                              | 10  | Pierre Gasly     | Alpine-Renault               | 19   | +14.513   | 8         |       |
| 10                                                             | 20  | Kevin Magnussen  | Haas-Ferrari                 | 19   | +15.485   | 15        |       |
| 11                                                             | 14  | Fernando Alonso  | Aston Martin Aramco-Mercedes | 19   | +19.204   | 11        |       |
| 12                                                             | 77  | Valtteri Bottas  | Kick Sauber-Ferrari          | 19   | +23.351   | 13        |       |
| 13                                                             | 18  | Lance Stroll     | Aston Martin Aramco-Mercedes | 19   | +24.421   | 14        |       |
| 14                                                             | 31  | Esteban Ocon     | Alpine-Renault               | 19   | +30.379   | 17        |       |
| 15                                                             | 23  | Alexander Albon  | Williams-Mercedes            | 19   | +33.062   | 12        |       |
| 16                                                             | 30  | Liam Lawson      | RB-Honda RBPT                | 19   | +34.356   | 10        |       |
| 17                                                             | 22  | Yuki Tsunoda     | RB-Honda RBPT                | 19   | +35.102   | 16        |       |
| 18                                                             | 43  | Franco Colapinto | Williams-Mercedes            | 19   | +35.639   | PL        |       |
| 19                                                             | 24  | Zhou Guanyu      | Kick Sauber-Ferrari          | 19   | +1:11.436 | 18        |       |
| 20                                                             | 11  | Sergio Pérez     | Red Bull Racing-Honda RBPT   | 19   | +1:14.371 | PL        |       |
| Snabbaste varv: Charles Leclerc (Ferrari) – 1:23.923 (varv 18) |     |                  |                              |      |           |           |       |
| Källa:                                                         |     |                  |                              |      |           |           |       |

## Kvalet
Kvalet kördes den 30 november 2024, klockan 21:00 lokal tid (UTC+3), och fastställde startordningen för racet.
| Pos.                    | Nr. | Förare           | Konstruktör                  | Kvaltider | Kvaltider | Kvaltider | Start- grid |
| Pos.                    | Nr. | Förare           | Konstruktör                  | Q1        | Q2        | Q3        | Start- grid |
| ----------------------- | --- | ---------------- | ---------------------------- | --------- | --------- | --------- | ----------- |
| 1                       | 1   | Max Verstappen   | Red Bull Racing-Honda RBPT   | 1:21.579  | 1:20.687  | 1:20.520  | 2           |
| 2                       | 63  | George Russell   | Mercedes                     | 1:21.241  | 1:21.069  | 1:20.575  | 1           |
| 3                       | 4   | Lando Norris     | McLaren-Mercedes             | 1:21.578  | 1:20.983  | 1:20.772  | 3           |
| 4                       | 81  | Oscar Piastri    | McLaren-Mercedes             | 1:21.821  | 1:21.121  | 1:20.829  | 4           |
| 5                       | 16  | Charles Leclerc  | Ferrari                      | 1:21.278  | 1:21.000  | 1:20.852  | 5           |
| 6                       | 44  | Lewis Hamilton   | Mercedes                     | 1:21.637  | 1:21.095  | 1:21.011  | 6           |
| 7                       | 55  | Carlos Sainz Jr. | Ferrari                      | 1:21.447  | 1:21.199  | 1:21.041  | 7           |
| 8                       | 14  | Fernando Alonso  | Aston Martin Aramco-Mercedes | 1:21.608  | 1:21.208  | 1:21.251  | 8           |
| 9                       | 11  | Sergio Pérez     | Red Bull Racing-Honda RBPT   | 1:21.675  | 1:21.425  | 1:21.425  | 9           |
| 10                      | 20  | Kevin Magnussen  | Haas-Ferrari                 | 1:21.891  | 1:21.387  | 1:21.500  | 10          |
| 11                      | 10  | Pierre Gasly     | Alpine-Renault               | 1:21.843  | 1:21.437  | N/A       | 11          |
| 12                      | 24  | Zhou Guanyu      | Kick Sauber-Ferrari          | 1:22.103  | 1:21.501  | N/A       | 12          |
| 13                      | 77  | Valtteri Bottas  | Kick Sauber-Ferrari          | 1:21.927  | 1:21.731  | N/A       | 13          |
| 14                      | 22  | Yuki Tsunoda     | RB-Honda RBPT                | 1:22.364  | 1:21.771  | N/A       | 14          |
| 15                      | 18  | Lance Stroll     | Aston Martin Aramco-Mercedes | 1:22.011  | 1:21.911  | N/A       | 15          |
| 16                      | 23  | Alexander Albon  | Williams-Mercedes            | 1:22.390  | N/A       | N/A       | 16          |
| 17                      | 30  | Liam Lawson      | RB-Honda RBPT                | 1:22.411  | N/A       | N/A       | 17          |
| 18                      | 27  | Nico Hülkenberg  | Haas-Ferrari                 | 1:22.442  | N/A       | N/A       | 18          |
| 19                      | 43  | Franco Colapinto | Williams-Mercedes            | 1:22.594  | N/A       | N/A       | 19          |
| 20                      | 31  | Esteban Ocon     | Alpine-Renault               | 1:22.714  | N/A       | N/A       | 20          |
| 107 %-gränsen: 1:26.927 |     |                  |                              |           |           |           |             |
| Källor:                 |     |                  |                              |           |           |           |             |

Noter
- ^2  – Max Verstappen satte snabbaste varvtiden i kvalet, men fick en plats nedflyttning för att ha kört onödigt sakta i Q3.[9]

## Loppet
Loppet kördes den 1 december 2024, klockan 19:00 lokal tid (UTC+3), och kördes över 57 varv.
| Pos.                                                                 | Nr. | Förare           | Konstruktör                  | Varv | Tid/Bröt         | Placering | Poäng |
| -------------------------------------------------------------------- | --- | ---------------- | ---------------------------- | ---- | ---------------- | --------- | ----- |
| 1                                                                    | 1   | Max Verstappen   | Red Bull Racing-Honda RBPT   | 57   | 1:31:05.323      | 2         | 25    |
| 2                                                                    | 16  | Charles Leclerc  | Ferrari                      | 57   | +6.031           | 5         | 18    |
| 3                                                                    | 81  | Oscar Piastri    | McLaren-Mercedes             | 57   | +6.819           | 4         | 15    |
| 4                                                                    | 63  | George Russell   | Mercedes                     | 57   | +14.1041         | 1         | 12    |
| 5                                                                    | 10  | Pierre Gasly     | Alpine-Renault               | 57   | +16.782          | 11        | 10    |
| 6                                                                    | 55  | Carlos Sainz Jr. | Ferrari                      | 57   | +17.476          | 7         | 8     |
| 7                                                                    | 14  | Fernando Alonso  | Aston Martin Aramco-Mercedes | 57   | +19.867          | 8         | 6     |
| 8                                                                    | 24  | Zhou Guanyu      | Kick Sauber-Ferrari          | 57   | +25.360          | 12        | 4     |
| 9                                                                    | 20  | Kevin Magnussen  | Haas-Ferrari                 | 57   | +32.177          | 10        | 2     |
| 10                                                                   | 4   | Lando Norris     | McLaren-Mercedes             | 57   | +35.762          | 3         | 2     |
| 11                                                                   | 77  | Valtteri Bottas  | Kick Sauber-Ferrari          | 57   | +50.243          | 13        |       |
| 12                                                                   | 44  | Lewis Hamilton   | Mercedes                     | 57   | +56.122          | 6         |       |
| 13                                                                   | 22  | Yuki Tsunoda     | RB-Honda RBPT                | 57   | +1:01.100        | 14        |       |
| 14                                                                   | 30  | Liam Lawson      | RB-Honda RBPT                | 57   | +1:02.656        | 17        |       |
| 15                                                                   | 23  | Alexander Albon  | Williams-Mercedes            | 56   | +1 varv          | 16        |       |
| Ret                                                                  | 27  | Nico Hülkenberg  | Haas-Ferrari                 | 39   | Snurrade av      | 18        |       |
| Ret                                                                  | 11  | Sergio Pérez     | Red Bull Racing-Honda RBPT   | 38   | Koppling         | 9         |       |
| Ret                                                                  | 18  | Lance Stroll     | Aston Martin Aramco-Mercedes | 8    | Kollisionsskador | 15        |       |
| Ret                                                                  | 31  | Esteban Ocon     | Alpine-Renault               | 0    | Kollision        | 20        |       |
| Ret                                                                  | 43  | Franco Colapinto | Williams-Mercedes            | 0    | Kollision        | 19        |       |
| Snabbaste varv: Lando Norris (McLaren-Mercedes) – 1:22.384 (varv 56) |     |                  |                              |      |                  |           |       |
| Källor:                                                              |     |                  |                              |      |                  |           |       |

Noter
- ^1  – George Russell fick fem sekunders tidsstraff för att inte varit inom tio billängder bakom säkerhetsbilen. Hans slutgiltiga position påverkades inte av bestraffningen.[11]
- ^2  – Inkluderar en poäng för snabbaste varv.[12]

## Ställning i mästerskapet efter loppet
| Pos. | Förare            | Poäng |
| ---- | ----------------- | ----- |
| 1 ▬  | Max Verstappen*   | 429   |
| 2 ▬  | Lando Norris      | 349   |
| 3 ▬  | Charles Leclerc   | 341   |
| 4 ▬  | Oscar Piastri     | 291   |
| 5 ▬  | Carlos Sainz, Jr. | 272   |

| Pos. | Konstruktör           | Poäng |
| ---- | --------------------- | ----- |
| 1 ▬  | McLaren-Mercedes      | 640   |
| 2 ▬  | Ferrari               | 619   |
| 3 ▬  | Red Bull              | 581   |
| 4 ▬  | Mercedes              | 446   |
| 5 ▬  | Aston Martin-Mercedes | 92    |

- Notering: Endast de fem bästa placeringarna i vardera mästerskap finns med på listorna.

- Tävlande markerad i fetstil och med asterisk är världsmästare 2024.